# Engelbrekt (bok)

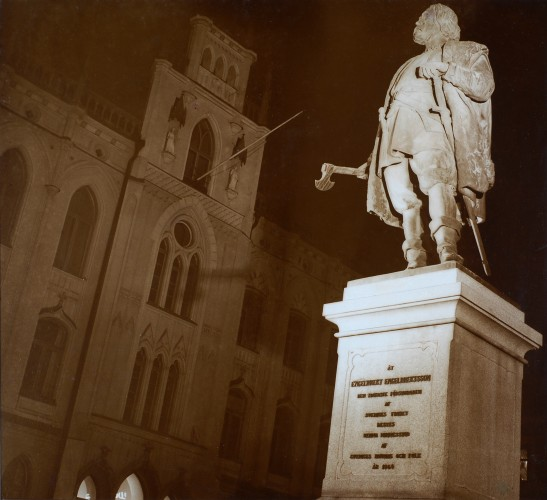
Statyn över Engelbrekt på Stortorget i Örebro

Engelbrekt är en diktcykel från 1858 av den svenske författaren Wilhelm Gumælius. Den består av 20 sånger som berättar om Engelbrekt Engelbrektsson och hur han ledde Engelbrektsupproret på 1430-talet. Sångerna är skrivna på flera olika versmått, däribland det versmått som används i Biskop Thomas frihetsvisa.
Boken gavs ut 1858 av Nils Magnus Lindh i Örebro. Den var en bidragande orsak till att Carl Gustaf Qvarnströms staty över Engelbrekt  uppfördes i Örebro 1865.